# Stormworks: Build And Rescue
Stormworks: Build And Rescue è un videogioco di simulazione sviluppato e pubblicato da Sunfire Software e pubblicato tramite Green Man Gaming Publishing il gioco è stato pubblicato come Early Access a Febbraio 2018 per Windows e Mac.

## Modalità di gioco
Il gioco è ambientato in un mondo open world e sono disponibili le modalità di gioco Carriera e Creativa, il gioco è incentrato sul tema della Guardia costiera prestando servizio per missioni di soccorso e il giocatore può utilizzare un'ampia gamma di veicoli.

### Modalità Carriera
Nella modalità carriera il giocatore ha a disposizione un'isola iniziale che contiene: Un piccolo cantiere navale, una barca semplice e una piccola casa, il giocatore deve completare delle missioni per guadagnare soldi e componenti per costruire nuovi veicoli.

### Modalità Creativa
La modalità creativa è una modalità sandbox in cui i giocatori hanno risorse illimitate, i giocatori possono creare veicoli utilizzando l'editor e hanno accesso assicurato ad un'isola con un grande cantiere navale ed un grande hangar, che permettono di costruire veicoli molto grandi.

### Missioni
È disponibile un'ampia varietà di missioni, che vanno dalle missioni di consegna alle missioni di salvataggio e antincendio, le missioni vengono generate durante il gioco e scadono dopo un limite di tempo. Se un giocatore non ha missioni attive può tornare alla propria casa per dormire finché non appariranno nuove missioni.
Alcune missioni richiedono alcuni componenti specifici per essere completate, per esempio le missioni di antincendio richiedono un veicolo che possa affrontare le fiamme e le missioni di grandi evacuazioni richiedono veicoli con un'ampia capacità di scortare tutti i personaggi bloccati in salvo.
È anche possibile creare missioni in modalità creativa.

### La costruzione
La costruzione in Stormworks lavora su un sistema basato sui blocchi, i giocatori possono creare veicoli piazzando cubi e blocchi a forma di cuneo per formare la struttura di un veicolo con galleggiabilità calcolata da dimensioni e forma dello scafo. Una volta che il giocatore ha creato la struttura del proprio veicolo ha bisogno di aggiungere componenti come motori, timoni e sedili di pilotaggio e programmarli utilizzando lo stesso sistema logico. Stormworks: Build And Rescue ha il supporto per veicoli di terra, mare, aria e sottomarini, con specifiche componenti come alette e giroscopio a supportare i vari tipi di veicoli.

## Accoglienza
Stormworks: Build And Rescue Beta ha ricevuto alcune attenzioni positive in gran parte confrontandolo con titoli simili come Kerbal Space Program, "Si, a quanto pare. Stormworks: Build & Rescue non vuole solo prendere l'idea di Space Engineers/Kerbal Space Program e buttarla da qualche parte nel mare del Nord - richiede precisione in tutte le cose."
Stormworks Build: And Rescue ha ricevuto anche recensioni da Rock Paper Shotgun e PCGamer